# Yungipicus moluccensis
A Yungipicus moluccensis a madarak (Aves) osztályának harkályalakúak (Piciformes) rendjébe, ezen belül a harkályfélék (Picidae) családjába tartozó faj.

## Rendszerezése
A fajt Johann Friedrich Gmelin német természettudós írta le 1788-ban, a Picus nembe Picus moluccensis néven. Sorolták a Dendrocopos nembe Dendrocopos moluccensis néven és a Picoides nembe Picoides moluccensis néven is.

## Alfajai
- Yungipicus moluccensis grandis Hargitt, 1882
- Yungipicus moluccensis moluccensis (J. F. Gmelin, 1788)[2]

## Előfordulása
Délkelet-Ázsiában, Brunei, Indonézia, Malajzia és Szingapúr területén honos. Természetes élőhelyei a szubtrópusi és trópusi mangroveerdők, síkvidéki és hegyi esőerdők, cserjések, valamint szántóföldek, ültetvények, vidéki kertek és yárosi környezet. Állandó, nem vonuló faj.

## Megjelenése
Testhossza 13 centiméter, testtömege 13-18 gramm.
|  |

## Természetvédelmi helyzete
Az elterjedési területe nagyon nagy, egyedszáma pedig növekszik. A Természetvédelmi Világszövetség Vörös listáján nem fenyegetett fajként szerepel.